# 제이슨 X
《제이슨 X》(Jason X)는 미국에서 제작된 제임스 아이삭 감독의 2001년 공포, SF, 코미디, 액션, 스릴러 영화이다. 렉사 더그 등이 주연으로 출연하였고 제임스 아이삭 등이 제작에 참여하였다.

## 출연

### 주연
- 렉사 더그
- 리사 라이더
- 척 캠벨
- 조나단 포츠

### 조연
- 피터 멘사
- 멜리사 아디
- 멜로디 존슨
- 필립 윌리엄스
- 데륀 조던
- 도브 타이펜버치

## 기타
- 원조: 빅터 밀러
- 미술: 존 돈더트만
- 의상: 맥신 베이커
- 의상: 줄리 레이 잉겔스먼
- 배역: 로빈 D. 쿡

## 개봉
제이슨 X는 2001년 11월 스페인에서 개봉되었으며 미국 로스앤젤레스와 뉴욕에서 2002년 4월 26일 개봉되었다. 극장 예고편은 2001년 11월 9일 공개되었다.

## 같이 보기
- 슬래셔 영화